# Emperador Wanli

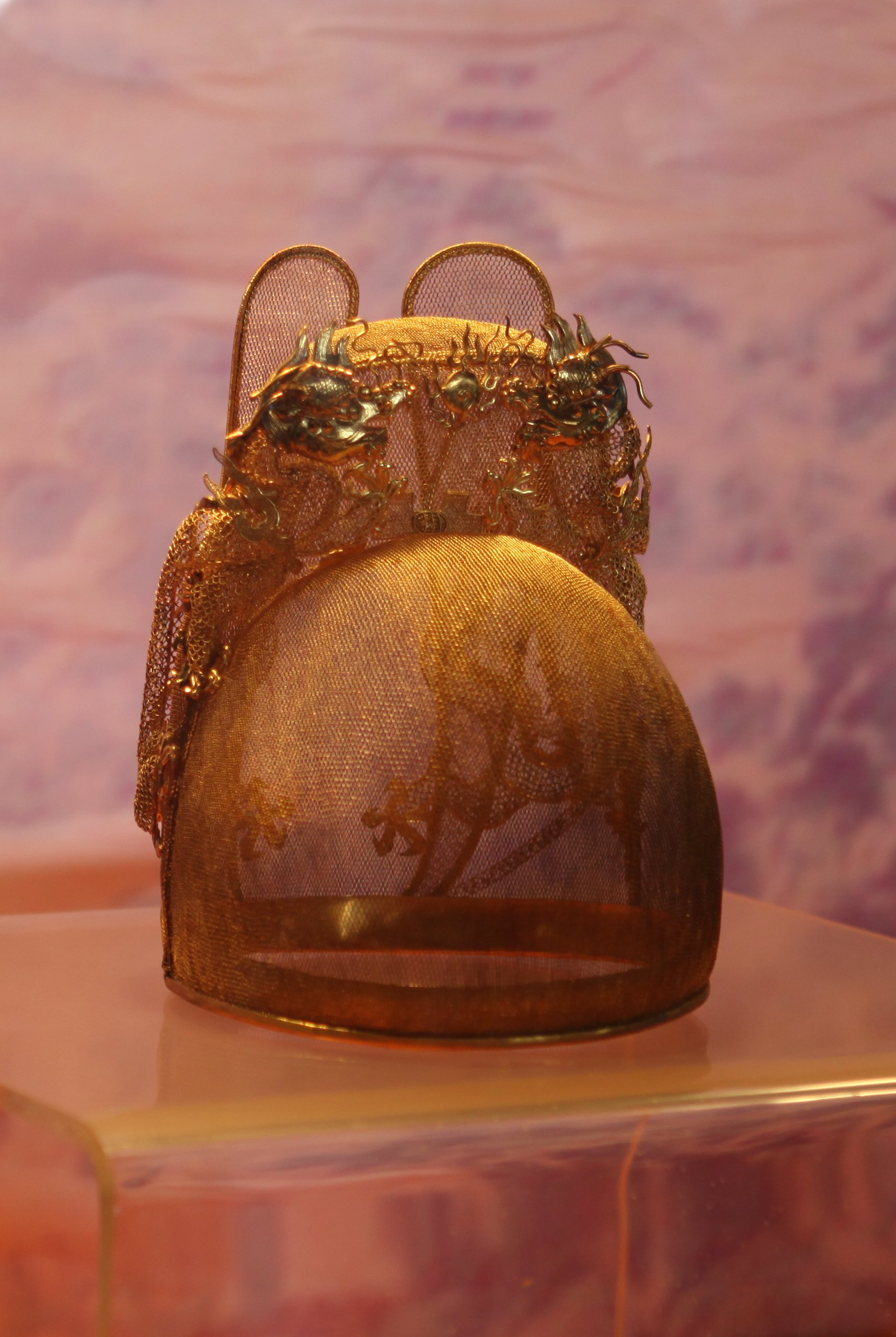
Rèplica de la corona de l'emperador.

Wanli (en xinès tradicional: 萬曆, en xinès simplificat: 万历, en pinyin: Wànlì) (Pequín, Xina, 1563 – 1620) va ser el tretzè emperador de la dinastia Ming xinesa. El seu nom personal era Zhu Yijun (朱 翊钧). A 9 anys va succeir al seu pare, l'emperador Longqing.
Durant la seva infantesa, el ministre Zhang Juzheng governava amb gran criteri i competència però, en morir aquest el 1582, l'emperador es va desentendre progressivament dels afers de l'Estat i el govern Ming es va submergir en la corrupció propiciada per la tirania dels eunucs com Wei Zhogxian i una brutal pressió fiscal exercida sobre la població.
La dinastia Ming, que s'havia fundat el 1368, es trobava en aquests moments en un avançat estat de declivi. En 1618 Nurhaci, que el 1616 es va nomenar a si mateix kan i va fundar la dinastia dels Jin posteriors va fer redactar un document que es deia les Set Grans Vexacions en el qual proclamava els motius pels que es revoltava contra els governants de la dinastia Ming. El 1618 va conquerir Fushun
Nurhaci es va retirar a Hetu Ala, la capital de Jin posterior, on va romandre un mes, i la fortalesa de Qinghe va ser reforçada amb uns centenars d'homes. El comissari militar Yang Hao va aconsellar al comandant de la fortalesa, Zou Chuxian, que embosqués amb canons als Jin en un port de muntanya proper però va quedar-se a la fortalesa, on fou derrotat i mort.
El 1619, Nurhaci va atacar els Yehe en un intent de provocar els Ming, i Wanli va respondre enviant forces expedicionàries liderades per Yang Hao per assetjar Hetu Ala des de quatre rutes però la cavalleria Jin posterior va derrotar a les forces Ming i els seus aliats Joseon equipades amb canons de mà, canons i arcabussos.
Durant el regnat de Wanli el jesuïta Matteo Ricci va arribar a Pequín.
A l'emperador Wanli el va succeir el 1620 el seu fill Chu Cangle, emperador efímer amb el nom de Taichang.